# Loopback
Un rebouclage, loopback ou loop-back (de l'anglais signifiant "boucle arrière") est un système matériel ou logiciel en informatique, réseaux ou télécommunications, destiné à renvoyer un signal reçu vers son envoyeur sans modification ni traitement, et qui peut par exemple être utilisé à des fins de tests.

## Informatique et réseaux
Une loopback est une interface virtuelle d'un matériel réseau (ou d'un ordinateur), et par extension une adresse associée à cette interface. Ainsi, quand il la contacte il "boucle" sur lui-même.
Il existe des adresses loopback définies par le protocole réseau lui-même (qui sont donc loopback par nature), et des adresses quelconques utilisées comme loopback (qui sont donc loopback par fonction).

### Loopback protocolaire
Les adresses loopbacks définies en IPv4 et IPv6 ont une valeur fixée, et ne sont pas routables à travers un réseau: elles ont une valeur uniquement locale à l'équipement, on les appelle localhost.
Les adresses suivantes sont définies comme adresses loopback locales:
- IPv4: 127.0.0.1[1] (quoique théoriquement tout le réseau 127.0.0.0/8 soit associé à la loopback)[2],[3]
- IPv6: ::1[4]
- DNS: par convention le nom (FQDN) localhost pointe sur l'adresse loopback[5]

### Loopback par fonction
Des adresses IP logiques quelconques définies sur un équipement réseau, non associées à une interface physique particulière, sont des adresses utilisées comme loopback. Elles sont définies sur une interface interne virtuelle spécifique: une interface loopback,,,,. Elles sont routables sur un réseau, il est donc possible de joindre un équipement par une loopback si un protocole de routage est mis en œuvre, qui permettra de déterminer comment joindre cette adresse, y compris en cas de rupture d'un lien physique si un lien alternatif existe.
Le protocole iBGP utilise classiquement entre routeurs des sessions TCP/IP établies entre de telles adresses loopbacks.